# メディン
メディン・ザウィッシュ（フランス語：Médine Zaouiche、1983年2月24日 - ）は、フランスのル・アーヴル市出身のフランス人ラッパーであり、ヒップホップバンドLa Boussoleのメンバーとしても知られる。彼の歌詞の多くは、移民や抑圧された人々、イスラム教徒が直面する苦難をテーマにしており、特に西洋社会におけるイスラム教徒の状況を反映している。

## 生い立ち、青春時代と教育
Médineの祖父母はアルジェリア出身で、第二次世界大戦後にフランスのル・アーヴル（Le Havre）に移住し、都市再建に携わった。Médineの父親、Abdel Zaouiche（アブデル・ザウイシュ）は包装会社で働き、またセミプロフェッショナルのボクサーとして活動後、ボクシングのコーチになった。母親はフランスで生まれ、最初は専業主婦として家庭を支えた後、保育士として働いた。
Médineはフランスのル・アーヴルのコークリャヴィル（Caucriauville）という貧しい地域で育った。この地域での生活は、彼の音楽や社会的・文化的な視点に多大な影響を与えた。

## 音楽キャリアの始まり（1998–2005）
Médineは1998年頃から音楽活動を始めた。La Boussoleというバンドのアルバムやバンドのメンバーたちのアルバムに参加していた。このようなコラボレーションを通じて、徐々に名前が知られるようになった。

## アルバム『11 septembre, récit du 11e jour』（2004年）
2004年にリリースされた『11 septembre, récit du 11e jour』は、Médineの初のアルバムである。このアルバムでは、2001年9月11日のアメリカ同時多発テロ事件をテーマに、11人のアーティストがそれぞれの視点から事件について語り、物語を通じて悲劇的なエピソードが描かれる。特に「Enfant du destin」という曲が印象的で、事件に対する個々の反応と感情を表現している。

## ディスコグラフィー
- 2004年 11 septembre, récit du 11e jour
- 2005年 Jihad
- 2006年 Table d’écoute
- 2008年 Don’t Panik Tape, Arabian Panther
- 2011年 Table d’écoute2
- 2012年 Made in
- 2013年 Protest Song
- 2015年 Démineur
- 2017年 Prose élite
- 2018年 Storyteller
- 2020年 Grand Médine
- 2022年 Médine France

### シングル
- 2012年 Biopic
- 2016年 Rappeur de force, Global（アルバム：Prose élite）
- 2017年 Grand Paris（アルバム：Prose élite）
- 2018年 Kyll
- 2020年 Grand Paris2